# 은청로

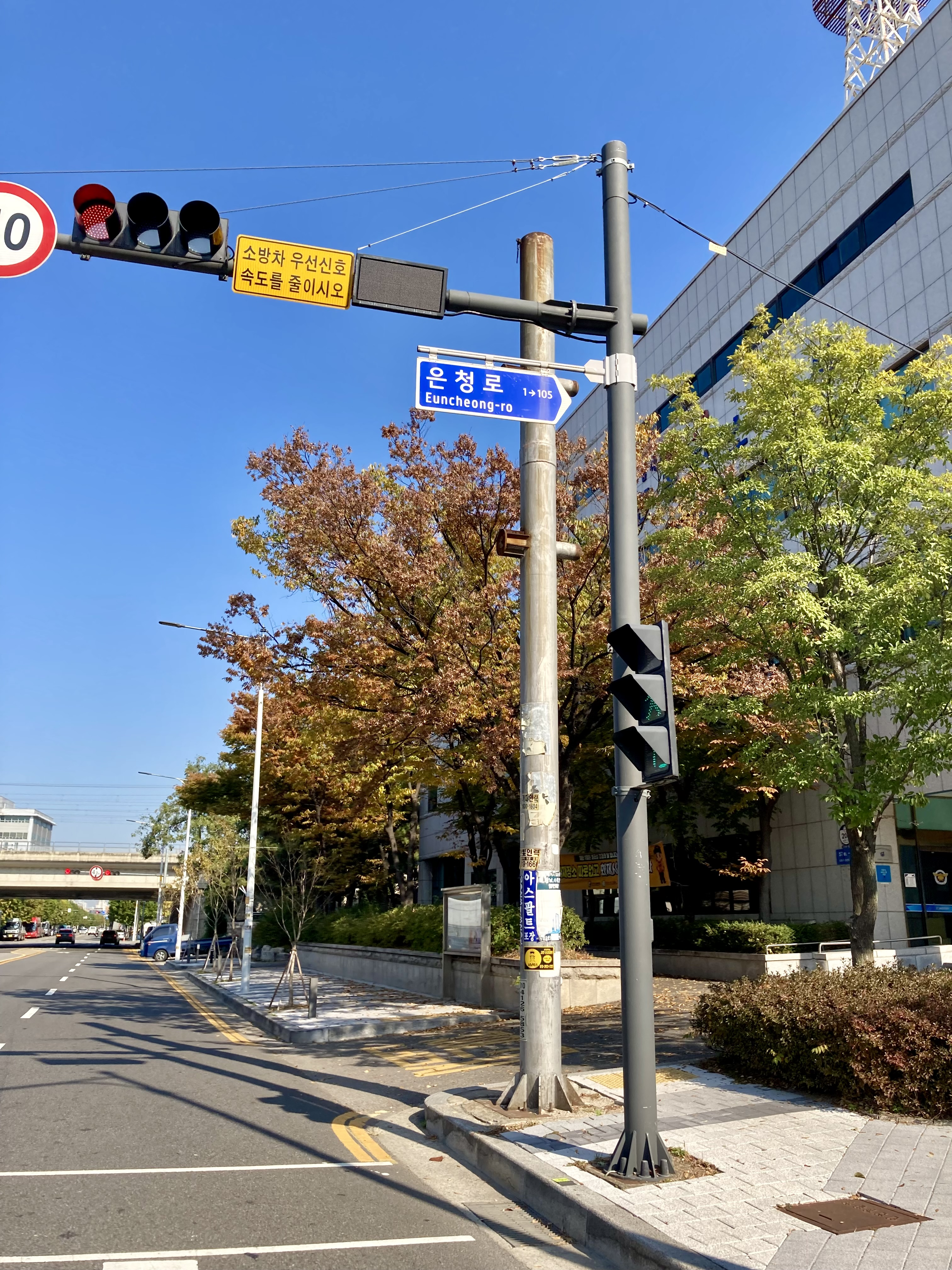
은청로 표지판(인천공단소방서 앞)

은청로는 인천광역시 남동구 고잔동에 위치한 도로이다. 고잔동 748을 기점으로 고잔동 768을 종점으로 하는 도로이며, 1.66km(1,660m)의 길이를 가진 도로이다.
은청로에는 남동산단의 공구상가단지가 크게 자리잡고 있고, 자동차 공업사 및 제반기업들이 입주해있다. 소상공인진흥공단도 함께 있으며, 공단본부 사거리를 통해서 남동대로와 교차하고, 남동인더스파크역과 호구포역이 인근에 존재한다.

## 개요
은청로는 인천광역시 남동구 남동인더스파크(남동산업단지, 남동산단)에 위치한 도로이며, 시작지점에는 인천공단소방서가 있을 만큼 남동공단에서 중요한 도로 역할을 한다. 또한 남동인더스파크역과 호구포역에 달라붙어 있어 남동공단의 입주한 기업의 도로라 불릴만 한 도로이기도 하다.
은청의 의미는 논현고잔동에서부터 온 은봉로의 "은"과 청능대로의 "청"을 따와서 만든 합쳐진 도로명으로 2009년 11월 16일에 고시 및 효력이 발생되어 제명되었다.

## 연결도로
- 남동서로
- 남동대로
- 남동동로
- 은봉로166번길
- 호구포로
- 청능대로289번길

## 사진

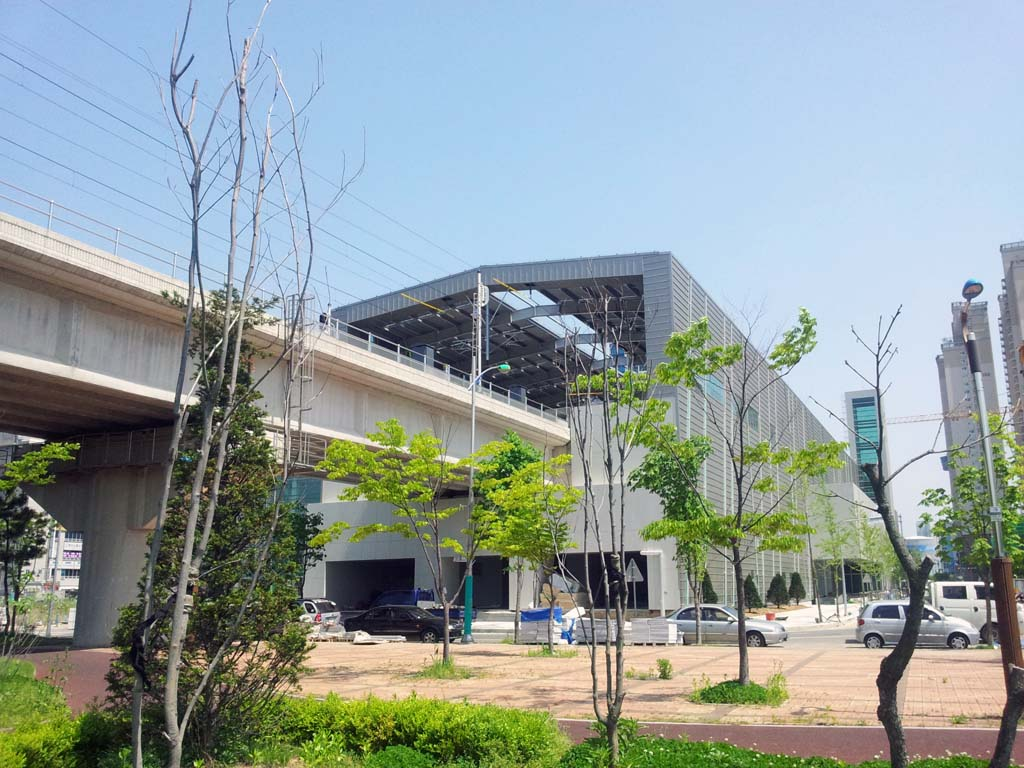
호구포역
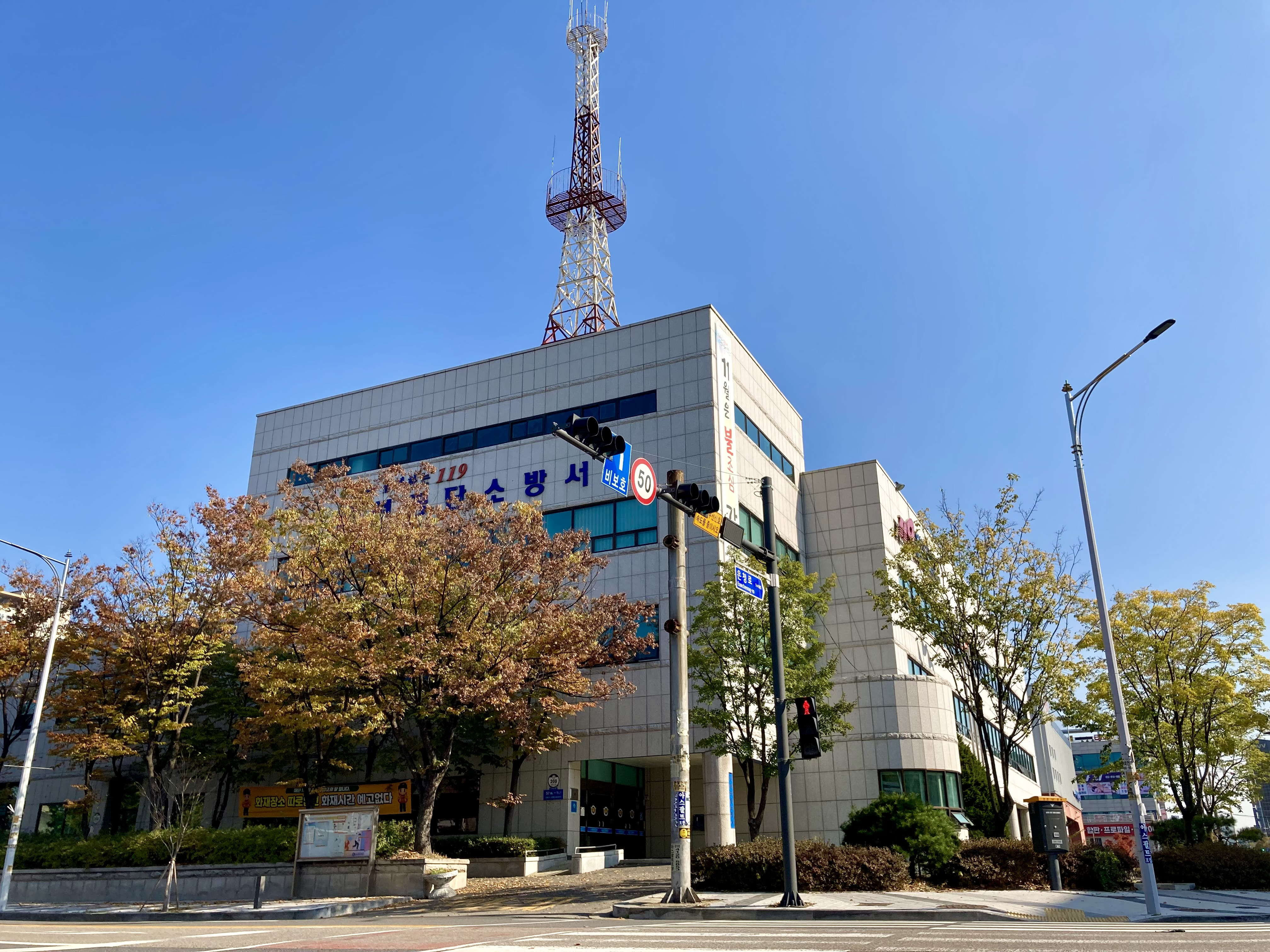
인천공단소방서
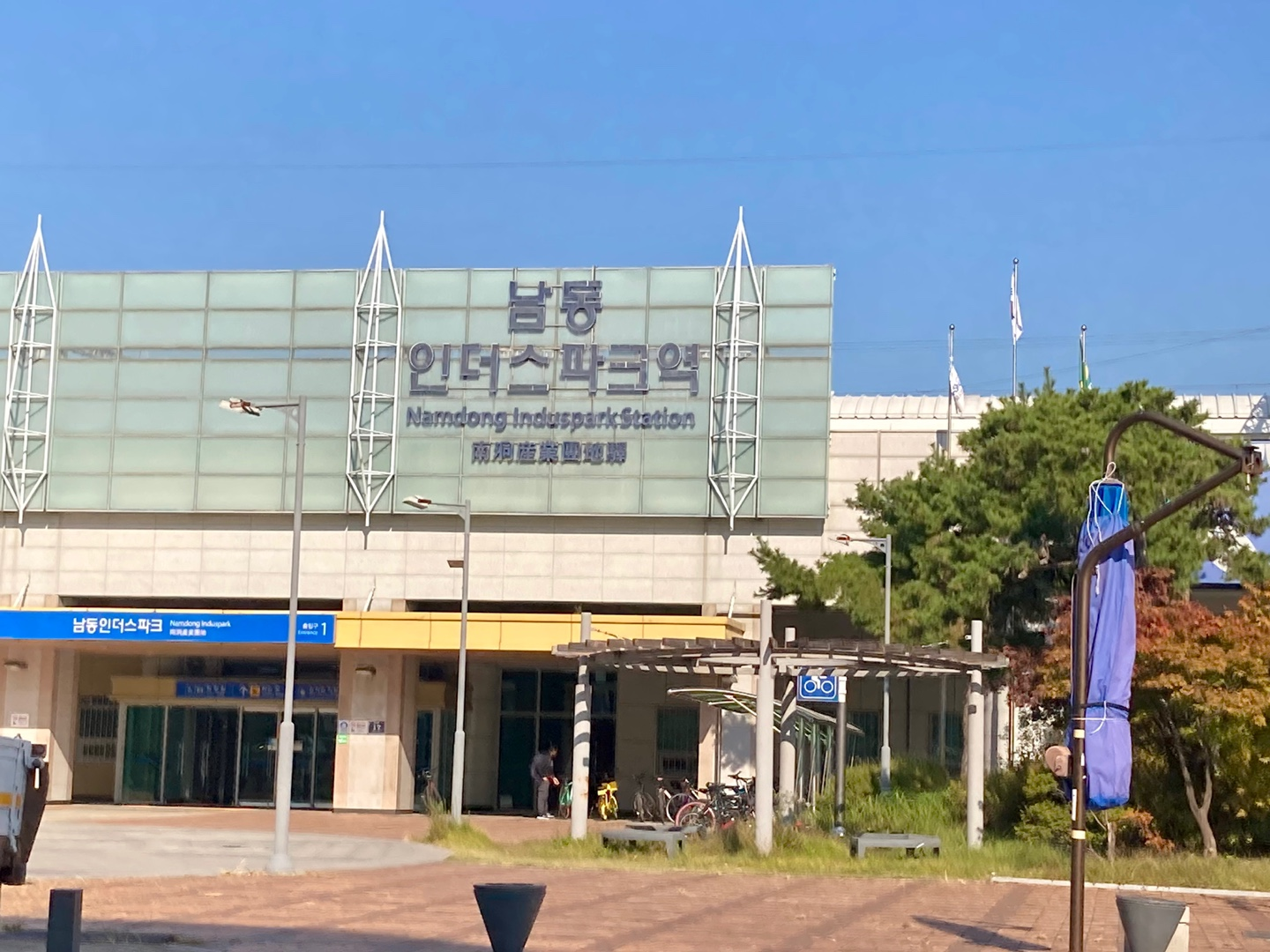
남동인더스파크역
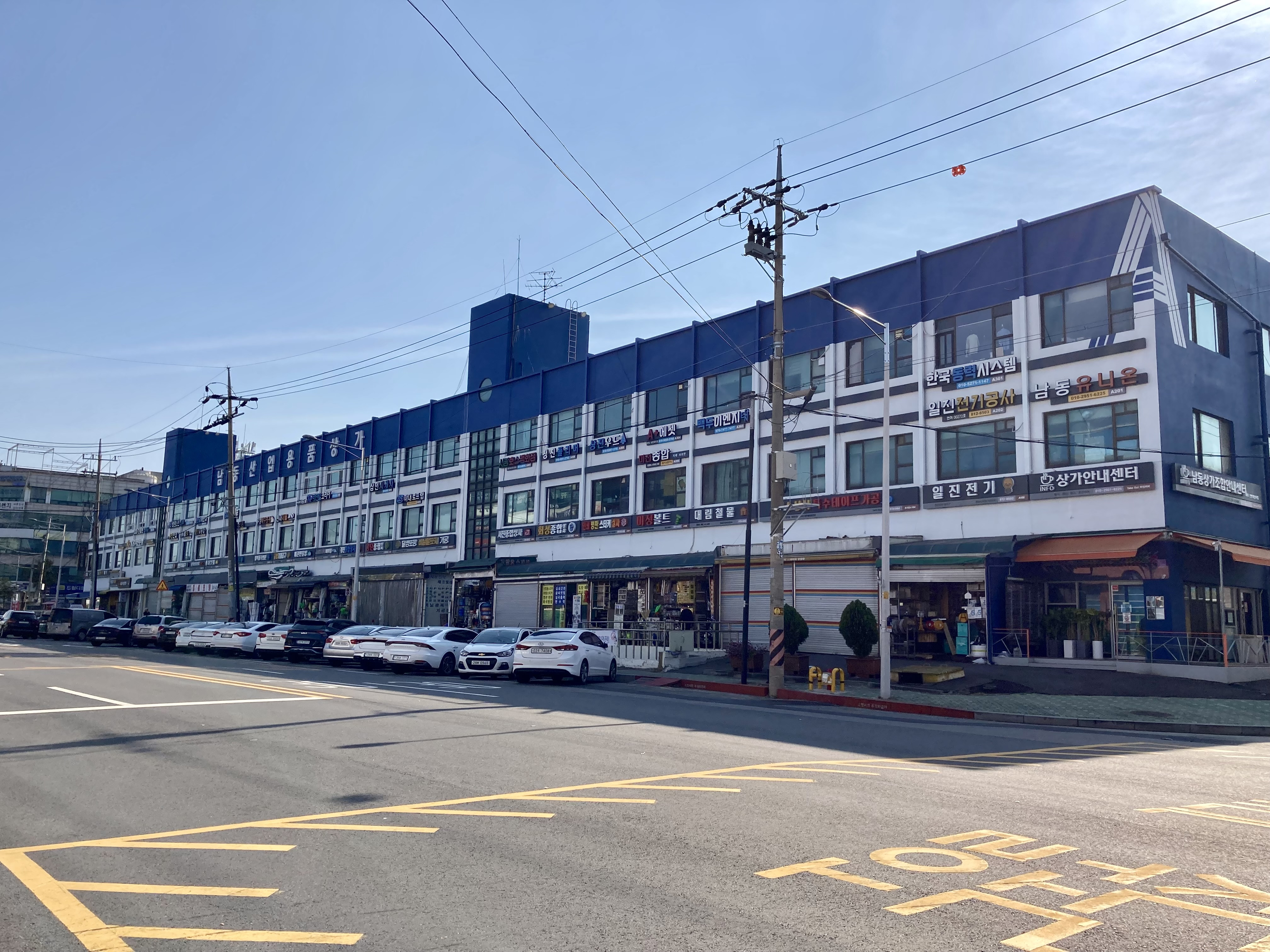
남동산업용품상가

## 주요건물
- 남동인더스파크역
- 호구포역
- 인천공단소방서
- 한국산업인력공단 인천지사
- 신한은행 남동중앙금융센터 : 은청로 18
- 소상공인시장진흥본부 인천경기북부지역본부